# Vincent Rono
Vincent Rono (22 giugno 1986) è un ex mezzofondista ed ex maratoneta keniota.

## Palmarès
| Anno | Manifestazione | Sede   | Evento       | Risultato | Prestazione | Note |
| ---- | -------------- | ------ | ------------ | --------- | ----------- | ---- |
| 2005 | Universiadi    | Smirne | 1500 m piani | Bronzo    | 3'51"48     |      |
| 2005 | Universiadi    | Smirne | 3000 m siepi | dnf       | dnf         |      |

## Campionati nazionali
2004
- Oro ai campionati universitari kenioti, 800 m piani - 1'53"7

2005
- Bronzo ai campionati kenioti, 1500 m piani - 3'40"7

## Altre competizioni internazionali[1]
2014
- 14º alla Mezza maratona di Valencia ( Valencia) - 1h01'43"

2015
- 15º alla Mezza maratona di Delhi ( Nuova Delhi) - 1h02'38"

2016
- 6º alla Mezza maratona di Istanbul ( Istanbul) - 1h01'23"

2017
- 4º alla Maratona di Daegu ( Taegu) - 2h10'23"